# Nefrotski sindrom
Nefrotski sindrom ili nefroza razvija se u mnogih bolesnika s bubrežnim bolestima. 
Za njega je osobito karakteristično gubljenje velikih količina plazmatskih bjelančevina mokraćom. Često je nefroza posljedica drugih bolesti kao što je kronični glomerulonefritis, amiloidoza ili malarija a postoji poseban oblik nefroze koja se naziva nefrotični sindrom s minimalnim promjenama. To je bolest koja pogađa uglavnom djecu, a posljedica je napadaja protutijela na membranu glomerula. 
U nefrozi se zbog propusnosti glomerularne membrane katkad mokraćom gubi čak 40 grama plazmatskih bjelančevina na dan, što je za malo dijete golema količina. Posljedica je da se iz krvnih kapilara posvuda u tijelu cijede goleme količine tekućine u sva tkiva, što uzrokuje vrlo teške edeme zbog smanjene količine bjelančevina.